# Cronaca di Alfonso III
La Cronaca di Alfonso III (in lingua latina Chronica Adefonsi tertii regis) è una cronaca che fu redatta nel Regno delle Asturie alla corte del re Alfonso III, con l'obiettivo di mostrare continuità tra la Spagna Visigota e la successiva Spagna medievale cristiana.
Intesa come una continuazione della storia dei Goti di Isidoro di Siviglia, la cronaca è scritta in una forma tardiva del latino e delinea una storia del periodo che va dal regno del re visigoto Vamba fino a quello del re Ordoño I.
Esistono due versioni della cronaca: la prima Cronica Rotensis,  che si trova nel Codice di Roda, e la seconda Cronica ad Sebastianum, che include ulteriori dettagli che promuovono gli obiettivi ideologici della cronaca.